# 高倉台 (堺市)
高倉台（たかくらだい）は大阪府堺市南区の泉北ニュータウン泉ケ丘地区にある町名。現行行政地名は高倉台一丁から高倉台四丁。住居表示は実施済み。

## 地名の由来
高蔵寺（たかくらじ）という寺院（現在は高倉寺と表記）および同名の村があったことから。まちびらきは1972年（昭和47年）4月。
村名としての高蔵寺は1889年から西陶器村、1955年から泉ヶ丘町、1959年から堺市の大字名。1971年に高倉台三丁・四丁、1975年に高倉台一丁・二丁の現行町名を実施。高蔵寺の集落は泉北ニュータウンの計画地域から除外されて保全が図られたが、町名（大字名）は高蔵寺から高倉台二丁に変更となった。

## 気候
高倉台が位置する堺市の気候は瀬戸内式気候に属し、平均気温はおよそ16～17℃と温暖であり、降水量は年間1,000～1,500mm程度で全国的に見ても少ない方である。

## 世帯数と人口
2020年（令和2年）3月31日現在（堺市発表）の世帯数と人口は以下の通りである。
| 丁         | 世帯数    | 人口    |
| ---------- | --------- | ------- |
| 高倉台一丁 | 822世帯   | 1,514人 |
| 高倉台二丁 | 1,556世帯 | 3,366人 |
| 高倉台三丁 | 629世帯   | 1,148人 |
| 高倉台四丁 | 824世帯   | 1,757人 |
| 計         | 3,831世帯 | 7,785人 |

### 人口の変遷
国勢調査による人口の推移。
| 1995年（平成7年）  | 11,036人 | [ 8 ]  |  |
| 2000年（平成12年） | 10,381人 | [ 9 ]  |  |
| 2005年（平成17年） | 9,559人  | [ 10 ] |  |
| 2010年（平成22年） | 8,780人  | [ 11 ] |  |
| 2015年（平成27年） | 8,226人  | [ 12 ] |  |

### 世帯数の変遷
国勢調査による世帯数の推移。
| 1995年（平成7年）  | 3,604世帯 | [ 8 ]  |  |
| 2000年（平成12年） | 3,706世帯 | [ 9 ]  |  |
| 2005年（平成17年） | 3,743世帯 | [ 10 ] |  |
| 2010年（平成22年） | 3,757世帯 | [ 11 ] |  |
| 2015年（平成27年） | 3,644世帯 | [ 12 ] |  |

## 小中学校の校区
市立小・中学校に通う場合、校区は以下の通りとなる
| 丁         | 番地 | 小学校               | 中学校             |
| ---------- | ---- | -------------------- | ------------------ |
| 高倉台一丁 | 全域 | 堺市立泉北高倉小学校 | 堺市立三原台中学校 |
| 高倉台二丁 | 全域 | 堺市立泉北高倉小学校 | 堺市立三原台中学校 |
| 高倉台三丁 | 全域 | 堺市立泉北高倉小学校 | 堺市立三原台中学校 |
| 高倉台四丁 | 全域 | 堺市立泉北高倉小学校 | 堺市立三原台中学校 |

## 事業所
2016年（平成28年）現在の経済センサス調査による事業所数と従業員数は以下の通りである。
| 丁         | 事業所数  | 従業員数 |
| ---------- | --------- | -------- |
| 高倉台一丁 | 11事業所  | 42人     |
| 高倉台二丁 | 65事業所  | 423人    |
| 高倉台三丁 | 18事業所  | 176人    |
| 高倉台四丁 | 16事業所  | 98人     |
| 計         | 110事業所 | 739人    |

## 施設
- 堺市立泉北高倉小学校[16] - 高倉台三丁5番1号
- 高倉公園 - 高倉台三丁19番2号

## 交通

### 鉄道
町内に駅は無く、南海泉北線泉ケ丘駅が最寄駅になっている。

### バス
南海バス泉北泉ヶ丘地区線
- 高倉台回り（219系統）
- 中央線経由高倉台回り（299系統）
- 中央線経由堺東高校前止（299C系統）